# Liste der Flüsse in Finnland
Diese Liste führt die bedeutendsten Flüsse in Finnland nach verschiedenen Ordnungsprinzipien auf.

## Flusssysteme in Finnland
Es gibt in Finnland 74 große Flusssysteme mit einer Größe von mindestens 200 km².
Diese sind von 1–74 durchnummeriert, beginnend von den Flusssystemen im Südosten, die in den Ladogasee fließen, und weiterlaufend im Uhrzeigersinn.
Kleinere Einzugsgebiete, die an der Küste zwischen den größeren Flusssystemen gelegen sind, oder sich entlang der finnischen Landesgrenze erstrecken, sind mit 81–86 durchnummeriert.
Weitere Einzugsgebiete in Meeresgebieten sind mit 91–99 durchnummeriert.
Die Haupteinzugsgebiete bzw. -flusssysteme sind weiterhin entsprechend unterteilt.
Nachfolgend die von 1–74 durchnummerierten Flusssysteme Finnlands und die Fläche des zugehörigen Einzugsgebiets:
| Nr. | Flusssystem              | Einzugsgebiet gesamt [km²] | Einzugsgebiet in Finnland [km²] | Einzugsgebiet (Meer)             |
| --- | ------------------------ | -------------------------- | ------------------------------- | -------------------------------- |
| 01  | Jänisjoki                | 3860.4                     | 1988.0                          | Finnischer Meerbusen (Ladogasee) |
| 02  | Tohmajoki                | 1594.6                     | 760.0                           | Finnischer Meerbusen (Ladogasee) |
| 03  | Hiitolanjoki             | 1415.2                     | 1029.0                          | Finnischer Meerbusen (Ladogasee) |
| 04  | Vuoksi                   | 68501.1                    | 52697.0                         | Finnischer Meerbusen (Ladogasee) |
| 05  | Juustilanjoki            | 296.1                      | 178.0                           | Finnischer Meerbusen             |
| 06  | Hounijoki                | 621.7                      | 370.0                           | Finnischer Meerbusen             |
| 07  | Tervajoki                | 203.9                      | 108.0                           | Finnischer Meerbusen             |
| 08  | Vilajoki                 | 344.1                      | 252.0                           | Finnischer Meerbusen             |
| 09  | Urpalanjoki              | 557.3                      | 467.0                           | Finnischer Meerbusen             |
| 10  | Vaalimaanjoki            | 245.0                      | 239.0                           | Finnischer Meerbusen             |
| 11  | Virojoki                 | 357.4                      | 357.4                           | Finnischer Meerbusen             |
| 12  | Vehkajoki                | 380.1                      | 380.1                           | Finnischer Meerbusen             |
| 13  | Summanjoki               | 569.1                      | 569.1                           | Finnischer Meerbusen             |
| 14  | Kymijoki                 | 37158.7                    | 37158.7                         | Finnischer Meerbusen             |
| 15  | Taasianjoki              | 530.3                      | 530.3                           | Finnischer Meerbusen             |
| 16  | Koskenkylänjoki          | 895.3                      | 895.3                           | Finnischer Meerbusen             |
| 17  | Ilolanjoki               | 308.9                      | 308.9                           | Finnischer Meerbusen             |
| 18  | Porvoonjoki              | 1273.1                     | 1273.1                          | Finnischer Meerbusen             |
| 19  | Mustijoki                | 783.2                      | 783.2                           | Finnischer Meerbusen             |
| 20  | Sipoonjoki               | 220.5                      | 220.5                           | Finnischer Meerbusen             |
| 21  | Vantaanjoki              | 1685.9                     | 1685.9                          | Finnischer Meerbusen             |
| 22  | Siuntionjoki             | 487.1                      | 487.1                           | Finnischer Meerbusen             |
| 23  | Karisån                  | 2045.8                     | 2045.8                          | Finnischer Meerbusen             |
| 24  | Kiskonjoki – Perniönjoki | 1046.9                     | 1046.9                          | eigentliche Ostsee               |
| 25  | Uskelanjoki              | 566.5                      | 566.5                           | eigentliche Ostsee               |
| 26  | Halikonjoki              | 306.6                      | 306.6                           | eigentliche Ostsee               |
| 27  | Paimionjoki              | 1088.0                     | 1088.0                          | eigentliche Ostsee               |
| 28  | Aurajoki                 | 874.1                      | 874.1                           | eigentliche Ostsee               |
| 29  | Hirvijoki                | 283.6                      | 283.6                           | eigentliche Ostsee               |
| 30  | Mynäjoki                 | 288.4                      | 288.4                           | eigentliche Ostsee               |
| 31  | Laajoki                  | 392.8                      | 392.8                           | eigentliche Ostsee               |
| 32  | Sirppujoki               | 437.8                      | 437.8                           | Bottnischer Meerbusen            |
| 33  | Lapinjoki                | 462.2                      | 462.2                           | Bottnischer Meerbusen            |
| 34  | Eurajoki                 | 1335.9                     | 1335.9                          | Bottnischer Meerbusen            |
| 35  | Kokemäenjoki             | 27046.1                    | 27046.1                         | Bottnischer Meerbusen            |
| 36  | Karvianjoki              | 3438.0                     | 3438.0                          | Bottnischer Meerbusen            |
| 37  | Lapväärtinjoki           | 1098.1                     | 1098.1                          | Bottnischer Meerbusen            |
| 38  | Teuvanjoki               | 542.5                      | 542.5                           | Bottnischer Meerbusen            |
| 39  | Närpiönjoki              | 991.9                      | 991.9                           | Bottnischer Meerbusen            |
| 40  | Maalahdenjoki            | 499.8                      | 499.8                           | Bottnischer Meerbusen            |
| 41  | Laihianjoki              | 506.5                      | 506.5                           | Bottnischer Meerbusen            |
| 42  | Kyrönjoki                | 4923.0                     | 4923.0                          | Bottnischer Meerbusen            |
| 43  | Oravaistenjoki           | 196.2                      | 196.2                           | Bottnischer Meerbusen            |
| 44  | Lapuanjoki               | 4122.1                     | 4122.1                          | Bottnischer Meerbusen            |
| 45  | Kovjoki                  | 291.5                      | 291.5                           | Bottnischer Meerbusen            |
| 46  | Purmonjoki               | 864.3                      | 864.3                           | Bottnischer Meerbusen            |
| 47  | Ähtävänjoki              | 2053.7                     | 2053.7                          | Bottnischer Meerbusen            |
| 48  | Kruunupyynjoki           | 787.7                      | 787.7                           | Bottnischer Meerbusen            |
| 49  | Perhonjoki               | 2523.8                     | 2523.8                          | Bottnischer Meerbusen            |
| 50  | Kälviänjoki              | 324.0                      | 324.0                           | Bottnischer Meerbusen            |
| 51  | Lestijoki                | 1372.8                     | 1372.8                          | Bottnischer Meerbusen            |
| 52  | Pöntiönjoki              | 206.8                      | 206.8                           | Bottnischer Meerbusen            |
| 53  | Kalajoki                 | 4247.0                     | 4247.0                          | Bottnischer Meerbusen            |
| 54  | Pyhäjoki                 | 3711.9                     | 3711.9                          | Bottnischer Meerbusen            |
| 55  | Liminkaoja               | 187.0                      | 187.0                           | Bottnischer Meerbusen            |
| 56  | Piehinginjoki            | 175.7                      | 175.7                           | Bottnischer Meerbusen            |
| 57  | Siikajoki                | 4318.0                     | 4318.0                          | Bottnischer Meerbusen            |
| 58  | Temmesjoki               | 1180.7                     | 1180.7                          | Bottnischer Meerbusen            |
| 59  | Oulujoki                 | 22841.4                    | 22509.0                         | Bottnischer Meerbusen            |
| 60  | Kiiminkijoki             | 3813.6                     | 3813.6                          | Bottnischer Meerbusen            |
| 61  | Iijoki                   | 14190.7                    | 14190.7                         | Bottnischer Meerbusen            |
| 62  | Olhavanjoki              | 326.2                      | 326.2                           | Bottnischer Meerbusen            |
| 63  | Kuivajoki                | 1356.2                     | 1356.2                          | Bottnischer Meerbusen            |
| 64  | Simojoki                 | 3159.8                     | 3159.8                          | Bottnischer Meerbusen            |
| 65  | Kemijoki                 | 51127.3                    | 49467.0                         | Bottnischer Meerbusen            |
| 66  | Kaakamojoki              | 478.1                      | 478.1                           | Bottnischer Meerbusen            |
| 67  | Tornionjoki              | 40157.0                    | 14480.0                         | Bottnischer Meerbusen            |
| 68  | Teno                     | 14890.8                    | 5153.0                          | Barentssee                       |
| 69  | Näätämöjoki              | 2962.5                     | 2354.0                          | Barentssee                       |
| 70  | Uutuanjoki               | 402.9                      | 232.0                           | Barentssee                       |
| 71  | Paatsjoki                | 14512.3                    | 14492.0                         | Barentssee                       |
| 72  | Tuulomajoki              | 25800.0                    | 3241.0                          | Barentssee                       |
| 73  | Koutajoki                | 26100.0                    | 4915.0                          | Weißes Meer                      |
| 74  | Vienan Kemi              | 27700.0                    | 1297.0                          | Weißes Meer                      |

## Die größten Flüsse nach Abflussgebiet
Die folgende Liste enthält, in alphabetischer Reihenfolge, die fünfzig größten Flüsse Finnlands, beurteilt nach der Größe des Abflussgebietes:
- Ähtävänjoki
- Hiidenjoki
- Iijoki
- Inarijoki
- Ivalojoki
- Juutuanjoki
- Jänisjoki
- Kaamasjoki
- Kajaaninjoki
- Kalajoki
- Karisån
- Karvianjoki
- Kemijoki
- Kettujoki
- Kiehimänjoki
- Kiiminkijoki
- Kitinen
- Kitkajoki
- Koitajoki
- Kokemäenjoki
- Könkämäeno
- Korpijoki
- Kostonjoki
- Kuolajoki
- Kymijoki
- Kyrönjoki
- Lätäseno
- Lieksanjoki
- Livojoki
- Loimijoki
- Loukinen
- Luiro
- Meltausjoki
- Muonionjoki
- Näätämöjoki
- Oulankajoki
- Oulujoki
- Paatsjoki
- Perhonjoki
- Pielisjoki
- Pyhäjoki
- Raudanjoki
- Siikajoki
- Simojoki
- Siuruanjoki
- Tengeliönjoki
- Tenniöjoki
- Tornionjoki
- Vantaanjoki
- Vuoksi

## Die längsten Flüsse
Die folgende Liste führt die über 100 Kilometer langen Flüsse Finnlands in der Reihenfolge ihrer Länge auf.
- Muonionjoki–Tornionjoki 570 km
- Kemijoki 552 km, ohne Delta 483 km
- Muonionjoki (Nebenfluss des Tornionjoki) 330 km
- Iijoki 310 km
- Ounasjoki (Nebenfluss des Kemijoki) 298 km
- Kitinen (Nebenfluss des Kemijoki) 278 km
- Luiro (Nebenfluss des Kemijoki) 227 km
- Tornionjoki 180 km (auf dem Gebiet Finnlands, Gesamtlänge 510 km teilweise in Schweden)
- Kymijoki 180 km
- Simojoki 172 km
- Ivalojoki 170 km
- Kiiminkijoki 170 km
- Kyrönjoki 169 km
- Pyhäjoki 162 km
- Perhonjoki 155 km
- Tenojoki 152 km
- Siikajoki 152 km
- Kokemäenjoki 150 km
- Raudanjoki 150 km
- Lapuanjoki 147 km
- Lieksanjoki 132 km
- Porvoonjoki 130 km
- Kalajoki 130 km
- Livojoki 125 km
- Siuruanjoki 120 km
- Loimijoki 114 km
- Karvianjoki 110 km
- Vaskojoki 110 km
- Oulujoki 107 km
- Oulankajoki 105 km (zuzüglich 30 km auf russischer Seite)
- Nuorittajoki 105 km
- Kiehimänjoki 105 km (einschl. Quellflüsse)
- Paimionjoki 105 km
- Vantaanjoki 101 km

## Weitere bedeutende Flüsse Finnlands
- Aurajoki 70 km
- Kajaaninjoki 10 km
- Kitkajoki 35 km
- Tenniöjoki 62 km (Seitenfluss des Kemijoki; Gesamtlänge 126 km, davon etwa die Hälfte in Russland)
- Vaikkojoki 50 km
- Vuoksi 15 km (Gesamtlänge 150 km, größtenteils in Russland)